# Provița de Sus
Provița de Sus – wieś w Rumunii, w okręgu Prahova, w gminie Provița de Sus. W 2011 roku liczyła 1150 mieszkańców.